# 丽村镇
丽村镇，是中华人民共和国江西省宜春市丰城市下辖的一个乡镇级行政单位。

## 行政区划
丽村镇下辖以下地区：
丽村社区、游坊村、尚山村、溪头村、梅溪村、龙潭村、小巴村、石溪村、城前村、漆家村、樟溪村、对木村、扶山村、挂甲村、茅头村、甘溪村、龙兴村、礼坊村和根竹村。